# Christoph Wischniewski
Christoph Wischniewski (* 9. Mai 1987 in Rendsburg) ist ein ehemaliger deutscher Handballspieler.

## Karriere
Der 1,88 m große gebürtige Rendsburger begann im Nachbarort beim Büdelsdorfer TSV mit dem Handballspiel. Beim TSV Altenholz sammelte der rechte Außenspieler, der auch im Rückraum eingesetzt werden kann, erste Erfahrung in der 2. Handball-Bundesliga. 2006 zog es den Linkshänder zur Ahlener SG, mit der er bis 2010 weitere Jahre in der 2. Liga verbrachte. Nachdem Ahlen mit dem Bundesliga-Aufsteiger ASV Hamm eine Spielgemeinschaft einging, wechselte er zum Zweitligisten HG Saarlouis. Nach nur einer Saison kehrte er jedoch in die 3. Liga nach Ahlen zurück. Im Februar 2012 schloss er sich dem HC Empor Rostock an, um wieder höherklassig zu spielen. Nachdem sein Vertrag im Sommer 2013 nicht verlängert worden war, unterschrieb er beim Drittligisten SV Henstedt-Ulzburg, mit dem ihm 2014 der Aufstieg in die 2. Bundesliga gelang. 2014 gewann er auch den HVSH-Pokal. Zur Saison 2014/15 wechselte der Student der Wirtschaftswissenschaften zum VfL Bad Schwartau. Am 11. Juli 2017 gab der Drittligist HG Hamburg-Barmbek die Verpflichtung des Linkshänders bekannt. 2018 stieg er mit Barmbek in die Oberliga ab. Mit der HGHB gelang ihm als Oberliga-Meister Hamburg/Schleswig-Holstein zur Spielzeit 2019/20 der direkte Wiederaufstieg in die 3. Liga Nord. Wischniewski beendete im Jahr 2021 seine Karriere.